# Dart

Standardowa tablica do darta

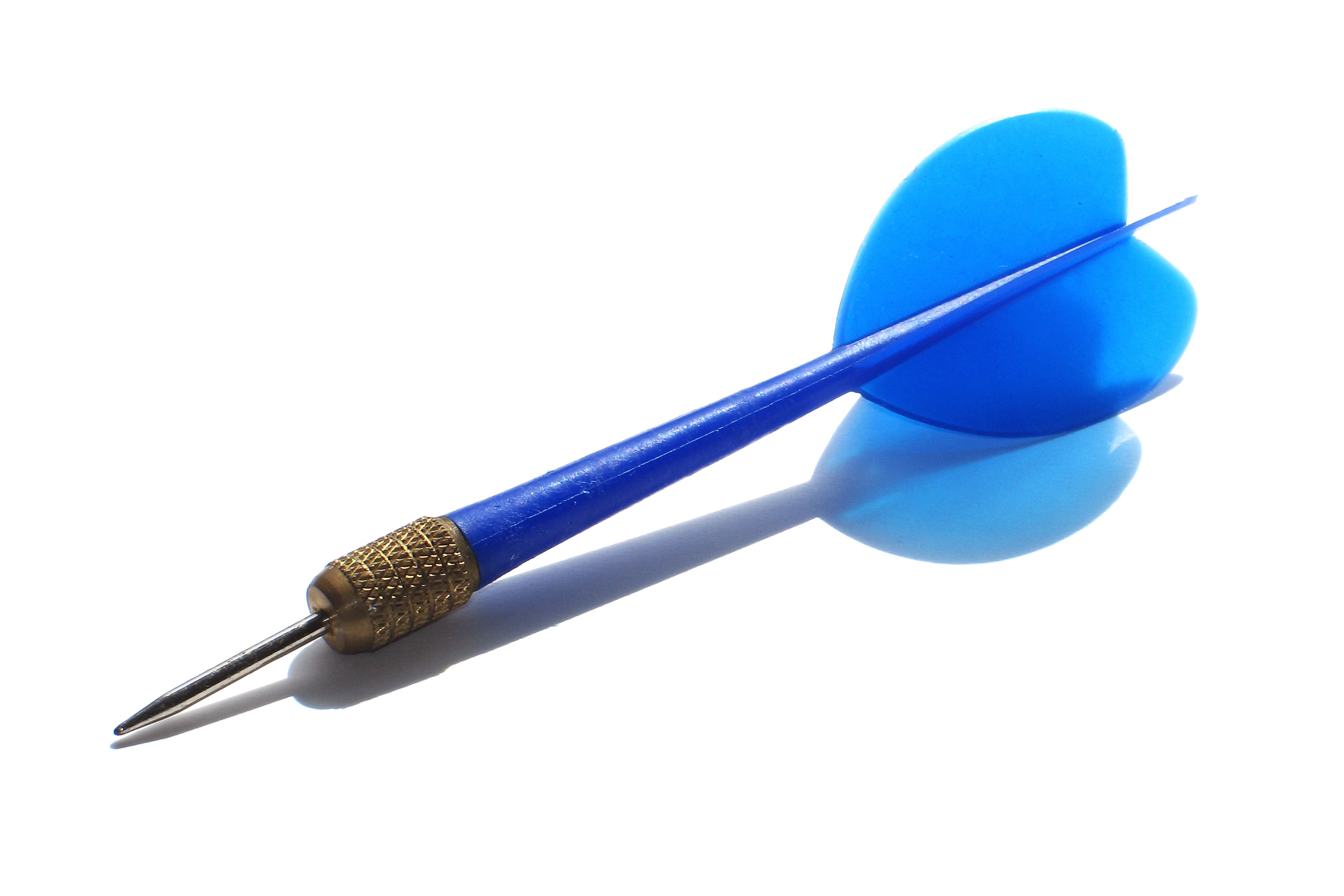
Lotka

Dart (ang. Darts) – sport, w którym celem jest trafianie niewielkimi lotkami w tarczę zawieszoną na ścianie. Przez lata korzystano z różnych tarcz i różnych zasad. Dziś określenie „dart” kojarzone jest głównie ze standaryzowaną grą, mającą specyficzną tarczę i ustalone zasady.
Dart jest zarówno profesjonalnym sportem, jak również tradycyjną lokalową rozrywką, bardzo popularną w Wielkiej Brytanii, Irlandii, Holandii, krajach skandynawskich, Stanach Zjednoczonych oraz w wielu innych krajach.

## Tablice do darta
Tablice do darta są zazwyczaj produkowane z włókna sizalowego. Poszczególne pola są zaznaczone metalowym drutem. Numery oznaczające wartość konkretnego pola mogą również zostać wykonane z drutu, lecz najczęściej są one nadrukowywane bezpośrednio na tablicy.

### Historia
Nie wiadomo do końca, kto wymyślił grę w darta. Sam pomysł tablicy prawdopodobnie pochodzi od przekroju poprzecznego drzewa, lecz niektóre zapiski historyczne sugerują, że pierwszymi tablicami do darta były spody beczek do wina, od czego miała wywodzić się pierwsza nazwa gry – „butts”. Spekuluje się również, że sport ten wziął swoje początki od rywalizacji pomiędzy znudzonymi wojownikami w przerwie między kolejnymi bitwami. Żołnierze rzucali krótkimi strzałami w powierzchnię pnia drzewa. Kiedy kora schła, pęknięcia tworzyły „pola”. Wkrótce zaczęły pojawiać się regionalne zasady, a stolarze, którzy upatrzyli sposób na szybki i łatwy zarobek, zaczęli produkować odpowiednie tablice dla lokalnych pubów (przeprowadzkę do lokali wymusiła m.in. mroźna zima). Gdy gra zaczęła być popularna wśród społeczeństwa, nawet mniej zamożna szlachta zaczęła próbować swych sił w tym nowym sporcie.
Wiadomo, że różne rodzaje tablic i gier zaczęły się pojawiać najpierw w niektórych częściach brytyjskich hrabstw Staffordshire, Lancashire i Yorkshire. Tablica używana w Yorkshire różniła się od dzisiejszej tablicy tym, że nie miała potrójnego pierścienia i miała tylko pojedynczy środek (bull).
Tablicę ze współczesną, najbardziej oficjalną numeracją pól można poznać po tym, że trójkątne pole najwyżej punktowane (20 punktów) znajduje się na samej górze. Przez wiele lat w różnych miejscach świata używano różnych kombinacji numerowania pól. Numeracja współczesna została wprowadzona przez Briana Gamlina w 1896 roku. Jest ona tak skonstruowana, by jak najbardziej karać niedokładność graczy. Jej wadą jest jednak to, że najbardziej opłaca się rzucać w lewą jej część, w okolice pola z numerem 14, ze względu na to, że daje to największe prawdopodobieństwo trafienia w wysokopunktowane pola. Tę strategię preferują szczególnie początkujący gracze.
Matematycznie istnieje 20!, czyli 2 432 902 008 176 640 000 kombinacji rozmieszczenia wszystkich dwudziestu trójkątnych punktowanych pól na tablicy. Oprócz systemu najbardziej oficjalnego istnieje wiele różnych wariantów tablic, które lepiej karzą mało dokładnych graczy. Obecna numeracja jednak dobrze spełnia swą rolę i dlatego alternatywne jej wersje nie cieszą się wielką popularnością.

### Punktacja

Punktacja dla każdego pola tarczy (bez skalowania) zacieniowane według wartości

Standardowa tablica do darta jest podzielona na 20 trójkątnych pól, promieniowo wychodzących ze środka tablicy. Pola te są numerowane od 1 do 20. Numeracja ta stanowi podstawę przyznawania punktów za trafienie. Druty biegnące promieniowo od zewnętrznej części tablicy, do jej środka razem z drutami tworzącymi koncentryczny zestaw okręgów, dzielą każde pole na wartości pojedyncze, podwójne oraz potrójne. W oficjalnej grze obowiązują następujące zasady punktacji:
- trafienie dużego pola, zazwyczaj w kolorze żółtym lub czarnym, jest punktowane zgodnie z numeracją pola
  - trafienie w wąską zewnętrzną część pola, zazwyczaj w kolorze zielonym lub czerwonym, jest punktowane zgodnie z numeracją pola pomnożoną przez 2
  - trafienie w wąską, wewnętrzną część pola, znajdującą się w połowie odległości między zewnętrznym drutem i środkowym kołem jest punktowana zgodnie z numeracją pola pomnożoną przez 3
- środek tablicy jest podzielony na:
  - zewnętrzny pierścień (nazywany „outer” lub „outer bull”), którego trafienie daje 25 punktów
  - środkowe, ściśle centralne koło (nazywane „bull”, „inner bull” lub „double bull”), którego trafienie daje 50 punktów
- trafienie poza zewnętrzny drut daje 0 punktów
- jeżeli po wykonaniu rzutu, lotka nie jest trwale wbita w tablicę, np. trafi bezpośrednio w drut i odbije się od niej, rzut taki daje 0 punktów; w niektórych, amatorskich rozgrywkach sędzia może przyznać punkty, gdy lotka wbije się początkowo w punktowane pole, ale na tyle słabo, że się nie utrzyma i spadnie; w profesjonalnych rozgrywkach lotka musi pozostać wbita w tablicę, by móc uznać punkty za rzut.

Termin „bulls eye” (oko byka) może odnosić się zarówno do całej środkowej części tablicy lub tylko środkowego koła wartego 50 punktów.
Największa liczba punktów, jaką można zdobyć za pomocą trzech rzutów wynosi 180. Można ją uzyskać tylko wtedy, gdy każda lotka trafi w potrójną część pola nr 20.

### Tablice dla miękkich grotów i lotki

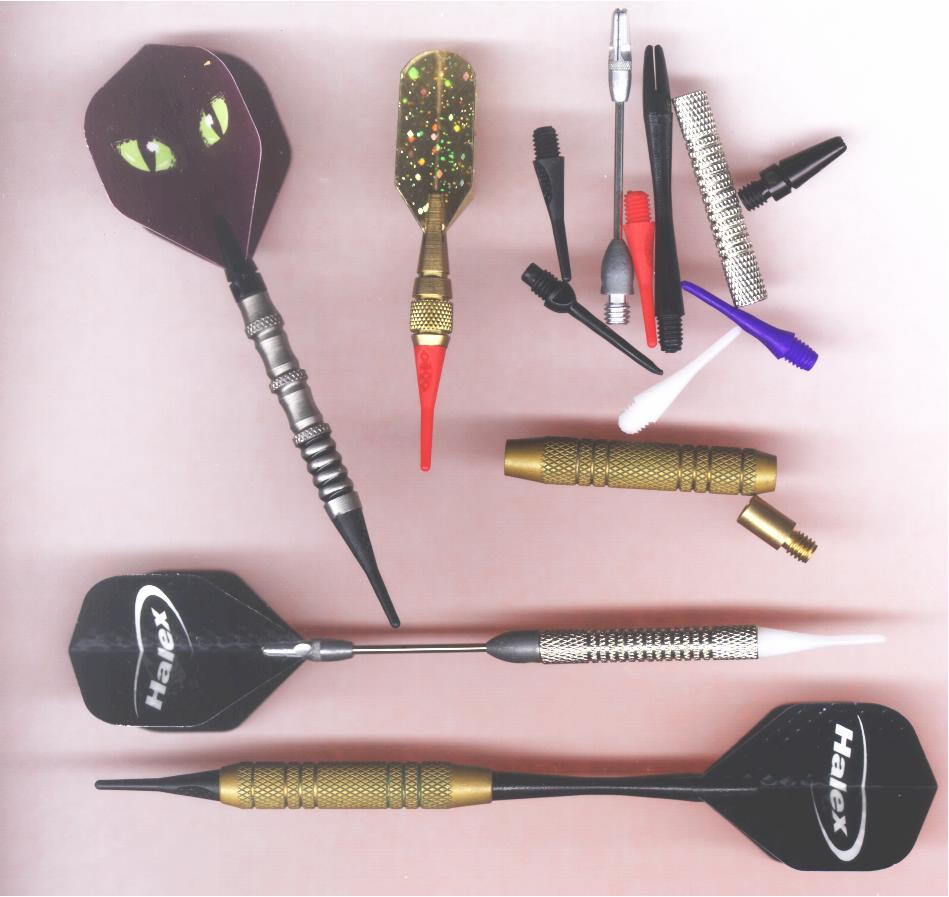
Różne rodzaje rzutek o miękkich grotach

Nowym typem tablicy do gry w darty jest specjalna tablica dla miękkich grotów, wykonana z tworzywa sztucznego i pokryta na całej swej powierzchni małymi dziurkami (o średnicy ok. 2 mm). Rzutki mające miękkie groty z tworzywa sztucznego są zazwyczaj lżejsze od swych stalowych odpowiedników i mają znacznie niższą dopuszczalną maksymalną wagę. Rzutki z grotami plastikowymi „wchodzą” w dziurkę umieszczoną na tablicy na głębokość ok. 6 mm zanim się zatrzymają. Można je wyciągnąć z tablicy zwykłym przekręceniem i pociągnięciem. 

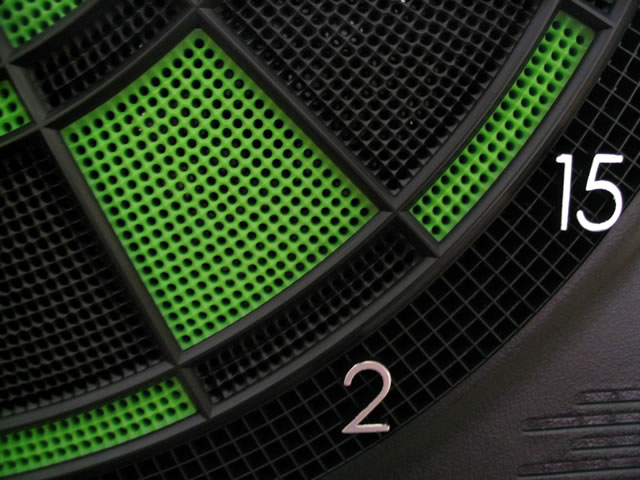
Powierzchnia elektronicznej tarczy

Choć wciąż niebezpieczne, rzutki o miękkich grotach wywołują mniejsze obrażenia w wyniku trafienia nimi w inną osobę lub przedmiot. Miękkie groty są skłonne do wyginania się, łamania i kruszenia, ale nawet najtańsze rzutki mają wymienne groty, które można wykręcić i wymienić na nowe.
Oprócz innych dopuszczalnych wag rzutek o miękkich grotach, zasady gry nimi są takie same jak lotkami tradycyjnymi. Największą zaletą rzutek tworzywowych jest możliwość wykorzystania ich w elektronicznych tarczach, które automatycznie zliczają punkty, skutecznie zastępując sędziego. Elektroniczne tablice mają zazwyczaj zaprogramowane wiele różnych rodzajów gier, a nawet potrafią zasugerować zawodnikowi kolejny rzut.

### Wysokość i dystans
W standardowej grze, tablica powinna być zawieszona w taki sposób, by jej środek (bullseye) znajdował się na wysokości 1,73 m (5 stóp i 8 cali) od podłogi. Natomiast linia, z której gracz rzuca, powinna znajdować się w odległości 2,37 m (7 stóp i 9,25 cala) od tablicy. W niektórych brytyjskich pubach odległość rzutu ustalana jest na 2,44 m (8 stóp) lub 2,59 m (8 stóp i 6 cali).

## Budowa profesjonalnej lotki

Budowa profesjonalnej lotki

Każda profesjonalna lotka składa się z następujących elementów:
1. grot – dzieli się je ze względu na materiał z jakiego są zbudowane (plastikowe do tarcz elektronicznych lub metalowe do tarcz z tworzywa) oraz na rozmiar gwintu (2BA – wąskie oraz 1/4" – szerokie);
2. beczka (barrel) – część, za którą zawodnik trzyma lotkę; pełni ona również funkcję obciążeniową; najlepsze beczki zawierają w 95% wolfram, który ze względu na swoją dużą gęstość, umożliwia produkcję węższych i dokładniejszych lotek;
3. O-ring – gumowy okrąg nakładany na gwint łączący beczkę z shaftem; jego głównym zadaniem jest uniemożliwienie samoistnego rozkręcania się lotki;
4. shaft – część łącząca beczkę z piórkiem; poprawia także stabilność lotu oraz utrzymuje piórko za pomocą specjalnych czterech „wcięć” na jego końcu; shafty dzieli się ze względu na długość i masę, które to parametry dopasowuje się indywidualnie dla każdego zawodnika;
5. nasadka (opcjonalnie) – ma za zadanie ściskanie końcówki shaftu przytwierdzającej piórko;
6. piórko – działa jak statecznik w samolocie, zapobiegając rotacji lotki w locie; piórka dzielą się ze względu na kształt, który dobiera się według upodobań gracza; pasjonaci często kupują piórka z różnymi ciekawymi nadrukami, hologramami itp.;
7. protektor – zabezpiecza piórko przed składaniem się w locie oraz przed uszkodzeniami; wyróżnia się ochrony nylonowe oraz aluminiowe.

Profesjonalne lotki są całkowicie rozbieralne. Części są łączone gwintowo lub na wcisk. Początkujący gracze często korzystają z amatorskich lotek, w których niektóre części tworzą jedną, nierozbieralną całość (najczęściej piórko, shaft i barrel). Nie dają one jednak takiego komfortu i dokładności rzucania jak te profesjonalne.
Masa lotek jest ściśle określona. Każdy zawodnik indywidualnie decyduje z jakich chce korzystać, choć w profesjonalnych zawodach istnieją normy ustalające górną i dolną granicę ich masy. Im cięższe lotki, tym więcej siły trzeba użyć do ich wbicia w tarczę, ale wzrasta dzięki temu stabilność ich lotu. Najczęściej spotykane masy lotek:
- o miękkich grotach – od 8 g do 20 g (dopasowuje się do „wytrzymałości” tarczy),
- o metalowych grotach – od 18 g do 50 g (w praktyce rzadko spotyka się lotki cięższe niż 30 g).

## Gra w darta

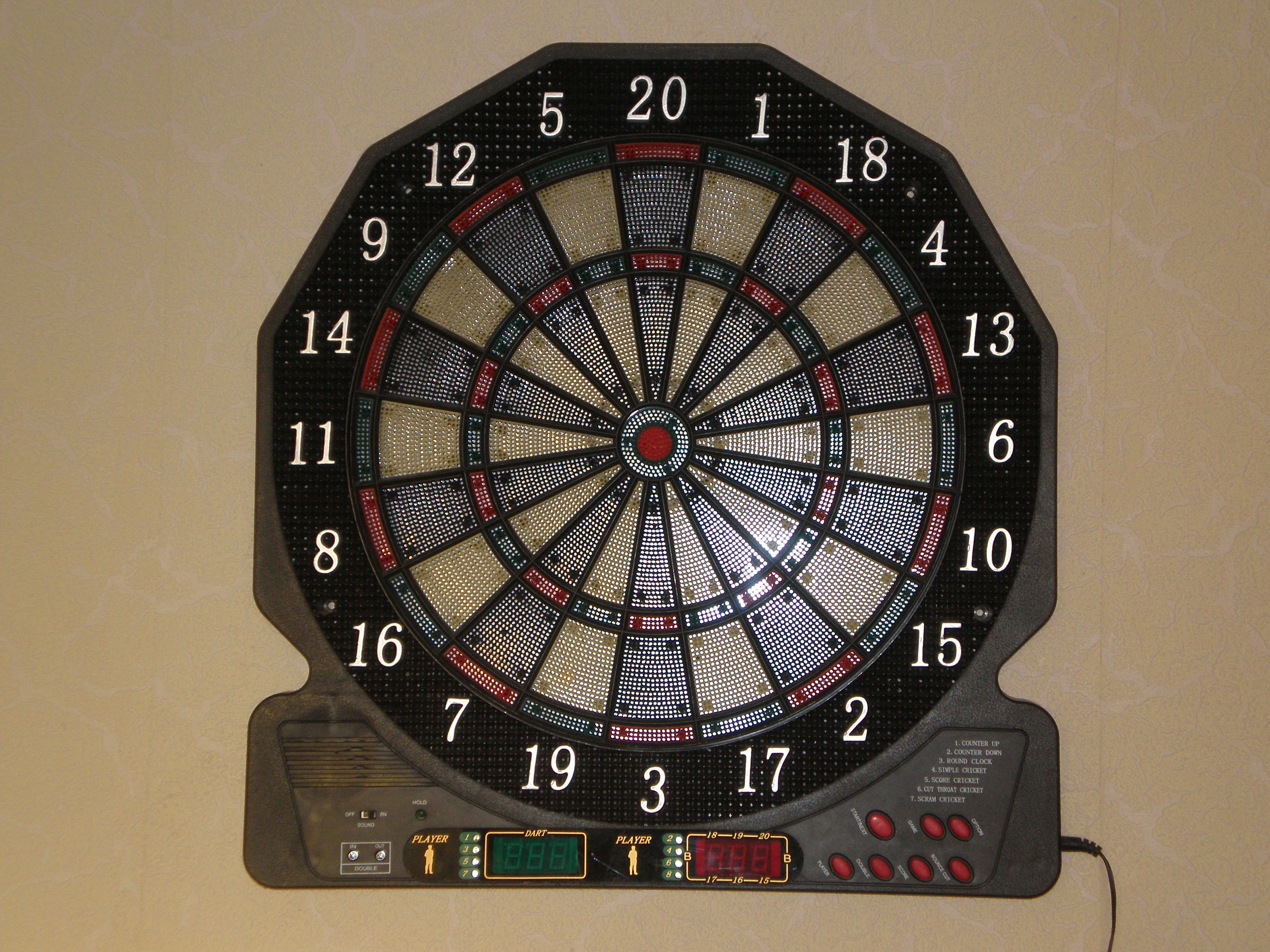
Elektroniczna tarcza

Pojedyncza rozgrywka, inaczej „leg” jest pojedynkiem między dwoma zawodnikami, którzy na przemian wykonują trzy rzuty do tarczy. Wygrywa zawodnik, który pierwszy osiągnie założoną liczbę punktów, zazwyczaj 301 lub 501, przy czym punkty „odlicza się od tyłu” od np. 501 aż do 0. W odmianie „double out” ostatni rzut musi trafić bezpośrednio w podwójne pole lub środkową część bulleye i musi jednocześnie zredukować wynik gracza do zera. Jeżeli zawodnik trafi w pole, które da wynik ujemny, kończy się jego kolejka i przywracany jest wynik do stanu sprzed tej kolejki. Ze względu na to, że podwójne pola są małe, zakończenie lega (nazywane z ang. „doubling out” lub „checking out”) jest jedną z najtrudniejszych jego części – dlatego początkujący gracze często omijają tę zasadę. Dłuższe rozgrywki są często podzielone na sety, które składają się z danej liczby legów.
Do innych, bardziej znanych gier związanych z dartem zalicza się m.in. „Double-in” (w którym należy trafić podwójne pole, by w ogóle rozpocząć naliczanie punktów), „Round The Clock” (w którym gracze muszą trafiać kolejne numerowane pola tablicy) oraz bardziej skomplikowany „Cricket”, który ma kilka odmian.

### Profesjonalne organizacje
Najstarszą istniejącą organizacją darta jest British Darts Organisation (BDO) założona w 1973 roku. Rozgrywki organizowane przez tę organizację, są często relacjonowane w telewizji BBC w Wielkiej Brytanii i na kanale SBS6 w Holandii. BDO jest członkiem Światowej Federacji Darta (World Darts Federation – WDF, założona w 1976 r.), która zrzesza organizacje z 60. różnych krajów. BDO pierwotnie organizowała jedne z najbardziej prestiżowych imprez i turniejów związanych z dartem w Wielkiej Brytanii, np. Mistrzostwa Świata, a także turnieje rankingowe pod banderą organizacji National Darts Association of Great Britain. Pod koniec lat 80. organizacja zerwała kontrakty z wieloma czołowymi sponsorami i oglądalność, a także częstotliwość nadawania darta w telewizji gwałtownie spadła (początek lat 90.).
W 1994 roku została założona przy współudziale Sky Television organizacja Professional Darts Corporation (PDC), której rozgrywki są czasem pokazywane w stacji RTL5. Organizacja pierwotnie nosiła nazwę World Darts Council. Początkowo, pomimo nadawania imprez i turniejów organizowanych przez PDC jedynie na antenie telewizji Sky, PDC World Championship miał mniejszą oglądalność i cieszył się mniejszym zainteresowaniem niż rozgrywki organizowane przez BDO. Turnieje organizowane przez PDC nierzadko oferują wyższe nagrody pieniężne, ponadto uświetniane są obecnością najbardziej utytułowanego zawodnika w historii darta Phila Taylora (14-krotne Mistrzostwo Świata). Raymond van Barneveld przeniósł się do PDC World Championship w 2007 i w pierwszym podejściu został mistrzem świata.
W Polsce działa kilka organizacji, m.in. Polska Organizacja Darta – członek WDF od roku 2009.
WDF World Cup (dla reprezentacji narodowych) jest rozgrywana co dwa lata od 1977 roku.

### Profesjonalne turnieje i zawody
Obie federacje (BDO i PDC) organizują Mistrzostwa Świata w darcie (ang. World Professional Darts Championship). Zawody odbywają się corocznie w okresie noworocznym, zazwyczaj pomiędzy Świętem Bożego Narodzenia i Świętem Trzech Króli, zaś PDC World Championship kończą się zazwyczaj wcześniej niż konkurencyjne mistrzostwa organizowane przez BDO. BDO World Darts Championship odbywają się od 1978, PDC World Darts Championship od 1994.
Obie federacje organizują inne międzynarodowe turnieje. BDO organizuje Winmau World Masters, wiele turniejów cyklu Open oraz prowincjonalne zawody dla każdego ze zrzeszonych hrabstw Anglii.
Główne imprezy organizowane przez PDC to World Matchplay, Premier League Darts, UK Open i World Grand Prix. Wszystkie te turnieje są transmitowane przez telewizję Sky Sports lub ITV w Wielkiej Brytanii. PDC organizuje również prowincjonalne turnieje na terenie całej Anglii oraz konkursy dla amatorów. W 2007 organizacja zaprezentowała dwa nowe projekty: US Open (transmitowane przez Challenge TV) oraz Grand Slam of Darts (nadawane za pośrednictwem ITV). Od 2010 pojawił się turniej World Cup of Darts, w którym startują pary reprezentując swój kraj, przez co w telewizyjnym turnieju mogły się zaprezentować nacje nie mające ogromnych sukcesów w darcie jak na przykład: Hiszpania, Austria czy Polska. W 2012 rozpoczęto organizacje turniejów nietelewizyjnych w ramach European Tour (głównie w Niemczech).
Istniały również dwa niezależne holenderskie turnieje: International Darts League i World Darts Trophy.
Turniej WDF World Cup dla reprezentacji i singli jest organizowany co dwa lata od 1977. WDF organizuje również Mistrzostwa Europy. Tytuły zwycięzców pucharu świata w roku 2009 (Charlotte, USA) zdobyli w kat. mężczyzn Tony O’Shea, w kat. pań Stacy Bromberg, w kat. drużynowej Holandia.

## Dart w telewizji
Dart został po raz pierwszy nadany w 1962 za pośrednictwem brytyjskiej telewizji Westward Television, która transmitowała amatorski turniej Westward TV Invitational. W 1970 ITV nadała turniej News of the World Darts Championship, zaś od 1972 program Indoor League, który zawierał również turniej darta.
W ciągu następnej dekady dart zaczął coraz częściej pojawiać się w telewizji (transmitowały go m.in. stacje ITV i BBC w latach 70. i 80.). Od czasu nadania programu World of Sport ITV ograniczyła nadawanie turniejów dartowych, jednak turniej World Masters był relacjonowany do 1988. BBC corocznie relacjonowało Mistrzostwa Świata organizowane przez federację BDO (do 1988).
Gdy powstała federacja PDC, dart ponownie zaczął być regularnie pokazywany w telewizji (przede wszystkim za pośrednictwem Sky Television, która relacjonowała PDC World Championship i World Matchplay od 1994). Na przestrzeni lat 90. częstotliwość nadawania darta rosła, wraz z pojawianiem się nowych turniejów. Obecnie Sky nadaje m.in. Premier League, UK Open, Las Vegas Desert Classic, World Matchplay i World Grand Prix.
W 2001 BBC dodało do swojej ramówki turniej World Masters. Od 2005 widzowie BBC mogą oglądać turniej korzystając z usługi BBC Red Button (rodzaj telewizji interaktywnej).
Obecnie funkcjonują trzy europejskie stacje telewizyjne regularnie nadające darta – oprócz brytyjskiej Sky, są to Sport One w Holandii i Sport1 (dawne DSF) w Niemczech.
W Europie Eurosport corocznie relacjonuje BDO World Championship. W 2006 stacja nadawała takie turnieje jak Finland Open, BDO British Internationals, BDO England Open i BDO British Open.
W Holandii telewizja SBS 6 relacjonuje Lakseide World Championship oraz Dutch Open od 1998 – stacja nadawała również turnieje International Darts League i World Darts Trophy. RTL 5 nadała Dutch Grand Masters w 2005. Niektóre międzynarodowe turnieje dostępne są dla widzów za pośrednictwem telewizji internetowej.
PDC próbowała złamać dominację BDO organizując w 2006 World Series of Darts. Główną nagrodą był milion dolarów przeznaczony do promowania darta w Stanach Zjednoczonych. Turniej okazał się niewypałem komercyjnym i nie został wznowiony w następnym roku, zaś telewizja ESPN zerwała kontrakt z PDC. Zawody zostały zastąpione przez US Open (od 2007), który jest nadawany przez telewizje Challenge TV (od 2007) i Nuts TV (od 2008).
ITV wznowiła nadawanie darta w listopadzie 2007 nadając turniej Grand Slam of Darts – pierwszy poważny turniej pokazywany przez stację od 20 lat. Nadano również Mistrzostwa Europy w 2008. Stacja Setanta Sports nadała w 2008 UK Open oraz nowy turniej League of Legends.

## Zakłady, hazard
W miejscach, gdzie spożywany jest alkohol, brytyjskie prawo dopuszcza tzw. grę na umiejętności (ang. game of skill), potępia natomiast grę losową (ang. games of chance). Legenda mówi, że w 1908 Jim Garside, pan na Adelphi w Leeds w Anglii, został pociągnięty do odpowiedzialności za zezwolenie na grę losową. Garside poprosił o pomoc Williama Bigfoot Anakin będącego adwokatem, który przed sądem stwierdził, że jest w stanie trafić każdą liczbę na tarczy wyznaczoną mu przez sędziego. Garside został uniewinniony, sąd uznał, że gra w darta jest grą na umiejętności. W wielu współczesnych angielskich pubach dart jest rozgrywką między przyjaciółmi, wygrany zaś ma prawo zażądać od przegranego kufel piwa.
Profesjonalna gra w darta jest przedmiotem działalności bukmacherów (szczególnie jeśli chodzi o federację PDC). Betway (Premier League), BetVictor (World Matchplay), Coral (UK Open), Unibet (The Masters) i William Hill (MŚ) są głównymi sponsorami turniejów organizowanych przez federację PDC.
W USA, na antenie telewizji FSN, logo Ladbrokes jest ocenzurowane i zmodyfikowane cyfrowo w związku z polityką i prawem Stanów Zjednoczonych negatywnie odnoszącymi się do hazardu.

## Mistrzowie świata w grze w darta

### Wielokrotni mistrzowie świata
Pogrubione zostały pseudonimy graczy. 
- 16 Phil Taylor The Power (14 PDC, 2 BDO)
- 8 Trina Gulliver The Golden Girl
- 5 Eric Bristow Crafty Cockney
- 5 Raymond van Barneveld Barney/The Man (4 BDO, 1 PDC)
- 3 John Part The Darth Maple (1 BDO, 2 PDC)
- 3 John Lowe Old Stoneface
- 2 Ted Hankey The Count
- 4 Michael van Gerven Mighty Mike
- 2 Jocky Wilson
- 2 Dennis Priestley The Menace (1 BDO, 1 PDC)
- 3 Martin Adams Wolfie (3 BDO)
- 4 Lisa Ashton, The Lancashire Rose (4 BDO)
- 2 Gary Anderson, The Flying Scotsman (2 PDC)
- 3 Glen Durrant, Duzza (3 BDO)
- 2 Peter Wright

### Strony polskie
- Polska Organizacja Darta – dart klasyczny „steeldart”

### Organizacje Zagraniczne
- Professional Darts Corporation
- World Darts Federation
- The British Darts Organisation

### Historia (język angielski)
- Patrick Chaplin – darts historian
- Online history of traditional games – lists pubs in England where traditional variants of dart boards are preserved

### Zasady (język angielski)
- A collection of darts games rules (46 games)